# Енедвайт
Енедвайт (англ. Enedwaith) — у легендаріумі Дж. Р. Р. Толкіна місцевість у Еріадорі, яка знаходилася між річкою Мітейтель та Імлистими Горами. Назва походить від синдаринського «Enedwaith» (у іншому написанні також Enedhwaith або Enedwâith) та означає «середня область» або «середульші люди».   
Тому від початку цим словом називали як саму землю, так і людей, які її населяли, хоча регіон продовжував зберігати за собою цю назву навіть тоді, коли вже не лишилося нікого з тамтешнього народу.

## Кордони та межі
Кордонами Енедвайту на півночі слугували річки Ґватло та Ґландуїн, на сході Імлисті Гори або ж Хітаеґлір, а на заході — Белеґаер, Велике Море. Про південний кордон Енедвайту відомо менше, але, можливо, він проходив по річці Ізен.

## Географія та історія
Під час Першої та на початку Другої Епохи Енедвайт був вкритий велетенськими густими лісами, але прибуття Нуменорців, котрі потребували багато дерева для своїх потреб, назавжди змінило ландшафт краю. Залишки лісів Енедвайту та більшість лісів на півночі Еріадору, які уціліли під сокирами лісорубів, були остаточно знищені у вогні під час Війни Ельфів з Сауроном близько 1700 року Другої Епохи. Від колишніх дрімучих лісів залишилися тільки невеликі залишки, такі як Ерін-Ворн на південному заході, та Праліс на півночі біля кордонів Ширу. 
Більшість місцевих жителів утекли до східних високогір'їв Енедвайту, у передгір'я Імлистих Гір, які пізніше стали називати Сірим Краєм.
Після 3320 року Другої Епохи Енедвайт став північною частиною Королівства Ґондор і офіційно залишався ним і пізніше. Південно-східна частина краю у ці часи лишалася добре залісненою, однак решта території перетворилася переважно на рівнину. Утім, після Смертельної моровиці, яка прокотилася територією Південного Королівства у 1636 році Третьої Епохи, влада Ґондору над цими землями перетворилася на чисто номінальну.

## Міста і поселення

### Лонд-даер (Віньялонде)
Це місце від початку мало назву Віньялонде або Нова гавань та було засноване майбутнім нуменорським королем Алдаріоном у гирлі річки Ґватло на початку Другої Епохи. 
То був перший опорний пункт нуменорців у Середзем'ї, який від початку замислювався лише як корабельний верф та склад деревини, яка заготовлялася у навколишніх лісах Гільдією Мореплавців для кораблебудівної промисловості Нуменору. Однак пізніше Віньялонде перетворилася на гавань, яка згодом зіграла важливу роль у Війні з Сауроном у 1693-1701 роках Другої Епохи. 
Місцеві мешканці (пращури горців Сірого Краю) були досить численними та войовничими, однак жили у навколишніх лісах окремими громадами, які не мали єдиного правителя. Вони побоювалися нуменорців та не ворогували з ними до того часу, поки вирубка місцевих лісів у Енедвайті та Мінгіріаті не сягнула катастрофічних меж. Тоді неабияк розлючені тубільці почали влаштовувати нуменорцям засідки, а їхні невеликі загони стрімкими миттєвими нападами завдавали Віньялонде чималої шкоди, підпалюючи склади з деревиною та навколишні ліси.
У часи війни Ельфів з Сауроном у середині Другої Епохи Віньялонде перетворилася на дуже добре укріплене поселення, і її назву по закінченню тисячоліття було змінено на Лонд-даер, Велика Гавань. 
Лонд-даер була одним з двох місць висадки нуменорських військ у Еріадорі, які прийшли на допомогу Ельфам близько 1700 року Другої Епохи.
Після війни корабельні Верфи Лонд-даер потерпали від нестачі деревини, оскільки Сауронові війська спалили майже усі ліси, які залишалися ще у Енедвайті та Мінгіріаті. Через це гавань утратила своє колишнє стратегічне значення, і нуменорці у гонитві за багатствами, звернули свої погляди на південь, де заснували нові гавані Пеларґір та Умбар. Через це назву гавані у Лонд-даері, яка тепер перетворилася лише на одну з багатьох гаваней Середзем'я, було у черговий раз змінено на Лонд-даер Енед (синд. Lond-daer Enedh, Велика Серединна Гавань) - бо ж розташовувалася вона між Сірими Гаванями на півночі та нещодавно заснованим Пеларґіром на півдні. 
Не зважаючи на це, нуменорці усе ще продовжували плавати по Ґватло аж до самого Тарбаду.
Після Падіння Нуменору Еленділ заснував Королівство Арнор у землях на північ від Лонд-даер, але саму гавань було закинуто, і вона поступово перетворилася на руїни. Замість неї головним містом краю став Тарбад. Утім древні руїни Лонд-даер усе ще можна було побачити навіть наприкінці Третьої Епохи у Енедвайті та на тогочасних мапах Середзем'я.

### Тарбад
Тарбад (синд. Tharbad, Перехрестя) — місто на південному заході Еріадору. Спочатку це був форт, збудований нуменорцями біля броду на Ґватло, де сходилися Південна та Північна дороги. Місцевість навколо Тарбаду була рівнинною та болотянистою, і тому до падіння Арнору та Смертельної моровиці у Ґондорі обидва королівства збудували та підтримували у порядку Тарбадський міст та дамби по обидва боки Мітейтеля та Ґватло, якими пролягав шлях болотистими рівнинами Мінгіріату та Енедвайту. 
Після занедбання Лонд-даер у Тарбаді було збудовано порт, здатний приймати морські та річкові кораблі, а для охорони мосту через Ґватло на обох берегах на великих дамбах збудували дві фортеці. До сімнадцятого століття Третьої Епохи у Тарбаді знаходився значний гарнізон, який складався з воїнів, матросів та будівничих. 
Однак після Смертельної моровиці усі навколищні землі опустіли та перетворилися на пустку. У Повісті літ сказано, що Тарбад було зруйновано та залишено 2912 року Третьої Епохи, коли великі повені сплюндрували Мінгіріат та Енедвайт. 
У часи подорожі Боромира наприкінці Третьої Епохи з Мінас-Тіріта до Рівендолу від дороги поблизу Тарбада лишилися тільки напівзруйновані гаті, якими (з небезпекою для життя) можна було дістатися руїн міста, та уламки стародавнього Тарбадського мосту.

## Населення
Від початку Енедвайт населяли численні та войовничі люди, пращури горців Сірого Краю. До появи нуменорців вони жили у лісах Енедвайту та Мінгіріату окремими громадами, не маючи єдиного правителя. Спочатку вони боялися нуменорців та не ворогували з ними, аж доки ті не почали вирубувати ліси аж надто інтенсивно. Це неабияк розлютило місцевих мешканців, і відтоді між ними та нуменорцями спалахнула ворожнеча. Після появи у цих місцях військ Саурона жителі Енедвайту, сподіваючись, що ті проженуть геть Морський народ, вступили з ними у союз та служили їм шпигунами та провідниками, часто невеликими загонами нападаючи на місцевість навколо Лонд-даер та спалюючи нуменорські склади деревини та навколишні ліси. 
Після війни Ельфів з Сауроном, більшість уцілілих місцевих мешканців утекла до східних високогір'їв Енедвайту, у передгір'я Імлистих Гір, які пізніше стали називати Сірим Краєм. 
Наприкінці Третьої Епохи з усього колишнього населення Енедвайту уціліли лише дві групи: горяни Сірого Краю на далекому сході та доволі численні, однак варвароподібні рибалки, які поневірялися узбережжям.

## Дивись також
- Араґорн
- Арнор
- Битви та війни Другої Епохи
- Битви та війни Третьої Епохи
- Боромир
- Возз'єднане Королівство Арнору і Ґондору
- Денетор
- Дол-Амрот
- Елдаріон
- Мінас-Тіріт
- Мордор
- Назґули
- Нуменор
- Роган
- Саурон